# Villanueva de la Reina
Villanueva de la Reina là một đô thị trong tỉnh Jaén, Tây Ban Nha. Theo điều tra dân số 2005 (INE), đô thị này có dân số là 3352 người.
38°00′B 3°55′T / 38°B 3,917°T